# Hideyo Noguchi
Hideyo Noguchi (野口 英世, Noguchi Hideyo, 9 novembre 1876 - 21 mai 1928) est un éminent bactériologiste japonais qui a découvert l'agent pathogène de la maladie de la syphilis en 1911. 

## Biographie
Hideyo Noguchi est né dans le bourg d'Inawashiro, préfecture de Fukushima, en 1876 sous le nom de Seisaku Noguchi (野口 清作, Noguchi Seisaku). À l'âge d'un an et demi, il se fait une grave brûlure à la main gauche en tombant dans une cheminée. En 1883, il entre à l'école primaire de Mitsuwa. Grâce à la contribution généreuse de son professeur Kobayashi et de ses amis, il peut être opéré à sa main gravement brûlée, qui récupère environ 70 % de mobilité et de fonctionnalité grâce à l'opération. Il prend alors la décision de devenir médecin, pour aider ceux dans le besoin, et entre en apprentissage auprès du docteur Kanae Watanabe (渡部 鼎, Watanabe Kanae), celui-là même qui avait opéré sa main. Il passe ses examens de médecine à l'âge de 20 ans. 
En 1898, il change son nom en Hideyo Noguchi, puis en 1900, va aux États-Unis où il a obtenu un travail en tant qu'aide de recherches. À cette époque, son travail concerne les venins de serpents toxiques. 
Il démontre la présence de treponema pallidum (spirochète syphilitique) dans le cerveau d'un patient atteint de paralysie générale en 1913, montrant que le spirochète était la cause de la maladie. 
Il réussit à isoler la bactérie pathogène de la syphilis mais ses méthodes font polémique : il a inoculé la bactérie à des malades et à des enfants orphelins. Il se défend en précisant qu'il s'est à lui aussi inoculé la maladie et refuse de prendre un traitement. En effet, il a contribué à la découverte du vaccin. En réaction au scandale, les autorités médicales créent le Comité éthique mondial ; involontairement, c'est grâce à lui qu'on demande désormais aux patients-test leur autorisation pour faire des injections.
En 1928, il meurt tandis qu'il travaille sur la fièvre jaune en Afrique. Selon le projet H2G2 sur BBC, il évaluait l'hypothèse que la fièvre jaune soit provoquée par des bactéries de type spirochète au lieu d'un virus. Sa théorie est erronée mais il ne le supporte pas. Tout en travaillant à Accra, il est frappé par le virus de la fièvre jaune, ses derniers mots sont : « je ne comprends pas ». 
Depuis 2004, son portrait est imprimé sur les billets de banque japonais de 1 000 yens.